# U Got 2 Know (Cappella-dal)
Az U Got 2 Know című dal az olasz Cappella duó 2. kimásolt kislemeze az azonos címet viselő U Got 2 Know  című 1993-ban megjelent albumról. A dal az angol kislemezlista 6., míg az ír slágerlista 7. helyéig jutott.
A dal zenei alapja a  Siouxsie and the Banshees csapat "Happy House" című dalából származik.

## Megjelenések
12"  UK Internal Dance – IDX 1
- A1    U Got 2 Know (A La Carte Paris Mix) - 10:32
- A2	U Got 2 Know (Coffee Mix) - 5:18
- AA1	U Got 2 Know (11am At Trade Mix) - 6:33
- AA2	U Got 2 Know (Extended Club Mix) - 5:18
- AA3	U Got 2 Know (Underground Mix) - 4:41